# Gran angular

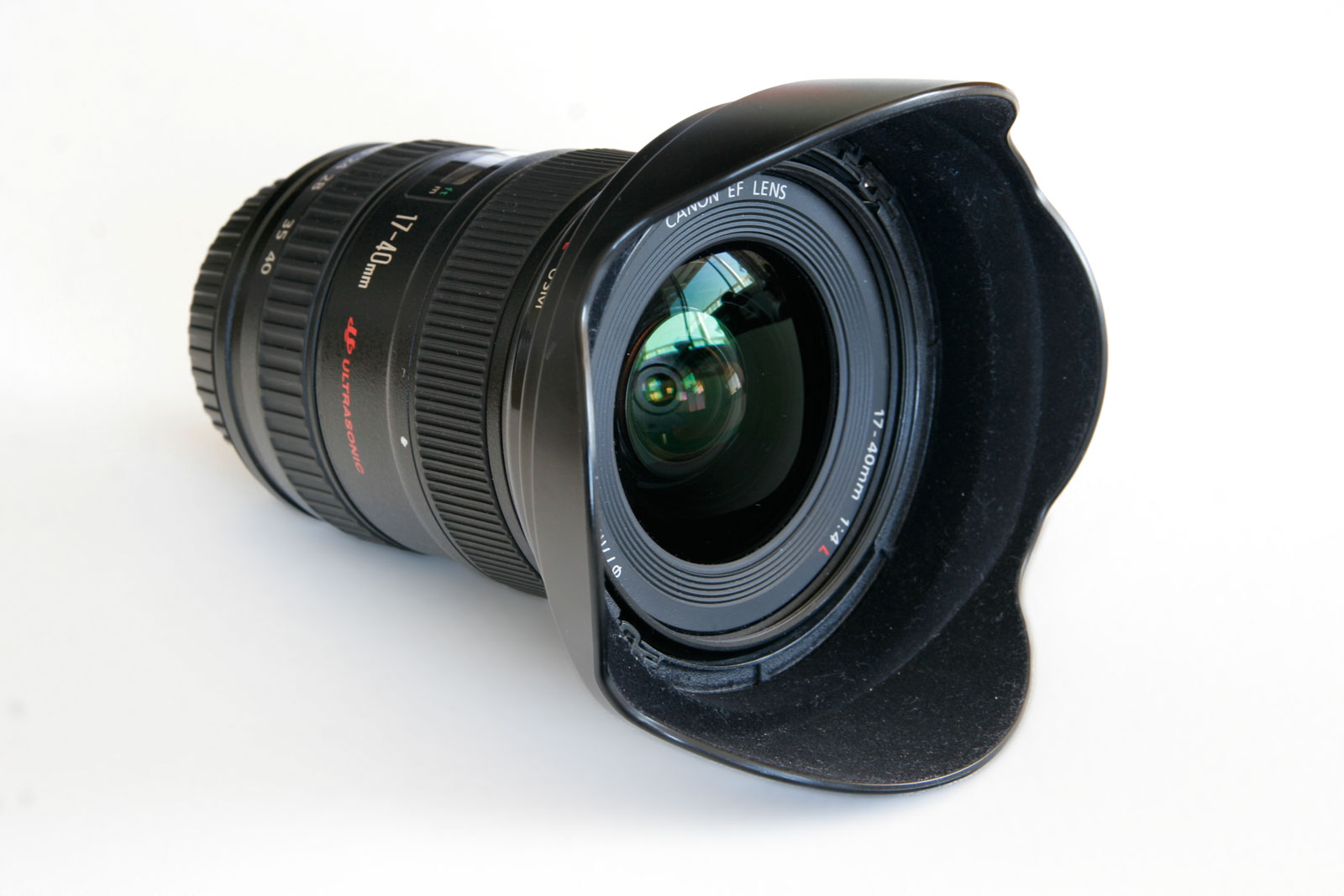
Objectiu gran angular de Canon.

Un gran angular és un objectiu (de càmera de fotos o de cinema) que té una distància focal més reduïda (35 mm o menys, en format 135) que la d'un objectiu normal, cosa que li permet captar vistes més àmplies que les de la perspectiva de l'ull humà. S'usa per a vistes panoràmiques com paisatges, periodisme fotogràfic i altres projectes creatius.
Els angles de visió d'aquest tipus d'objectius oscil·len entre 60 i 180°. Les distàncies focals per a càmeres de 35 mm varien entre 18 i 35 mm. En el cas dels objectius gran angulars de longitud focal fixa, la lluminositat sol ser alta, arribant fins al f1.4.

## Característiques
Les característiques d'un gran angular són les següents:
- Accentua la perspectiva. Els objectes llunyans semblen molt llunyans, i els propers semblen molt propers.
- Té més profunditat de camp que un objectiu normal, i molta més que un teleobjectiu: amb un gran angular, els errors d'enfocament queden fàcilment compensats.
- És l'objectiu que, en general, funciona millor en fotografia de paisatges i d'arquitectura.

Hi ha un tipus especial de gran angular, anomenat ull de peix, que capta angles extrems, fins i tot de 200° o més. Les línies rectes dels objectes fotografiats amb un ull de peix queden distorsionades en línies corbes, i les imatges resultants són semblants a les que es veuen reflectides en un mirall convex.
Fou sistemàticament utilitzat pel director de cinema Orson Welles en les seves produccions, ja que el tipus d'imatge deformada que ofereix responia perfectament al seu interès per oferir un món oníric i en algunes ocasions de malson.

## Classificació
En funció de les distàncies focals, els gran angulars es poden dividir en diversos grups:

### Gran angulars de reportatge o estàndard
En el format petit (35 mm) va entre els 28 i 35 mm de distància focal, amb uns angles diagonals de visió compresos entre 60º i 65º respectivament. Són usats freqüentment en el periodisme fotogràfic, a causa de la seva capacitat d'abastar una gran quantitat d'espai en distàncies curtes, a la seva gran profunditat de camp i la relativament petita distorsió que generen. En alguns casos aquestes longituds focals es troben contingudes en objectius zoom que abasten aquestes longituds focals, juntament amb altres longituds focals normals. En les versions de focal fixa, aquests objectius solen ser bastant lluminosos. Aquests angulars són els més econòmics i solen trobar-se en els zooms universals.
- Angle diagonal en 28 mm: 60º
- Angle diagonal en 35 mm: 35º (per a pel·lícula de 35 mm)

### Super gran angulars
Aquests són gran angulars amb distàncies focals menors a 28mm i un angle de visió superior a 80º. Solen ser usats per a fotografia artística, de naturalesa i fins i tot de nus, per a la consecució de determinats efectes especials que s'obtenen per la seva distorsió d'imatge. Els més comuns són:
- 24 mm (83º)
- 20 mm (94º)
- 17 mm (104º)

### Ulls de peix
Aquests objectius són una forma especial de súper gran angular, la distorsió dels quals, en aquest cas deliberada, se sembla a una imatge reflectida en una esfera, arribant a angles de visió d'uns 180°. Es diferencien dos tipus: els que abasten tota la superfície d'exposició (pel·lícula o sensor), formant per tant imatges rectangulars, i els que formen imatges circulars. En petit format, els més usuals són:
- 15 mm
- 7,5 mm o 8 mm (imatges circulars)
- Exot és un objectiu Nikkor de 6 mm de distància focal i 220º de visió. Formen imatges circulars en les quals fins i tot es veu part del darrere.

## Limitacions del disseny
En les càmeres tipus SLR, a causa de l'espai requerit per al moviment del mirall, no són possibles distàncies focals "reals" menors a 50 mm. Per aquest motiu, per a la construcció d'objectius gran angulars s'utilitzen tècniques com la del retrofocus, les quals impliquen menor lluminositat, majors costos i major mida de l'objectiu.

### Factor de retallada
En les càmeres rèflex digitals sorgeix una nova limitació, a causa què el sensor CCD o CMOS sol ser de mida menor al de la pel·lícula de càmeres de pel·lícula de 35 mm (format APS-C). Per aquest motiu, el sensor només capta una part de la imatge produïda per l'objectiu. Aquesta retallada de la imatge implica un menor angle de visió, a causa del qual un gran angular de 28 mm es converteix en un objectiu normal en muntar-se sobre una càmera digital amb sensors digitals APS-C.
Per a usar gran angulars en càmeres rèflex digitals amb factor de retallada, en la majoria de casos és necessari usar objectius dissenyats específicament per aquests. Diversos d'aquests objectius estan optimitzats per a projectar un cercle d'imatge corresponent amb sensors de formats petits, sent poc pràctic en el seu ús de format 36x24 mm (full frame) o en pel·lícula de 35 mm, ja que es veu malbaratada gran part de l'àrea del sensor o, en el millor dels casos, es presenta un defecte en la imatge, conegut com a vinyetatge.

## Lents de focus curt i retrofocus
Podem distingir dos tipus de lents de gran angular: les lents de focus curt i les lents de retrofocus.

Secció transversal d'un lent d'angle gran de focus curt.

Les lents de focus curts generalment estàn compostes per múltiples elements de vidre i les formes són més o menys simètriques. Aquestes es troben davant i darrere del diafragma. A mesura que disminueix la distància focal, també disminueix la distància de l'element posterior de la lent del pla de la pel·lícula. Això fa que les lents de gran angular de focus curt no siguin desitjables per a càmeres reflex d'una sola lent, almenys que s'utilitzin amb els miralls reflex tancats. A les càmeres de vista de gran format i a les càmeres de telescopi, les lents de focus curts són àmpliament utilitzades perquè donen menys distorsió que el disseny de les lents de retrofocus i no és necessària una distància focal llarga.

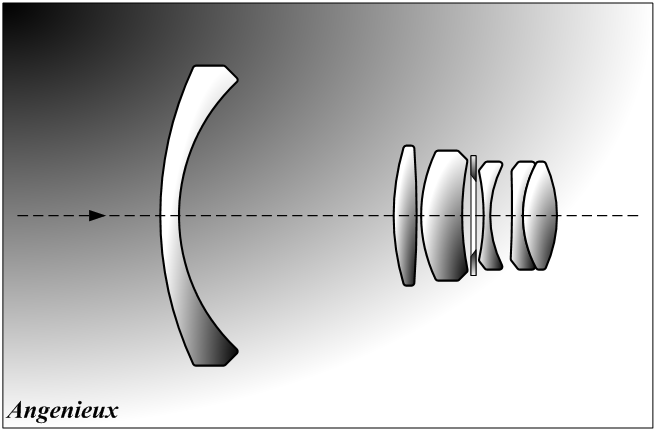
Secció transversal d'un lent gran angle retrofocus.

La lent retrofocus soluciona aquest problema de proximitat mitjançant un disseny de lents asimètric que permet que l'element posterior estigui més lluny del pla de la pel·lícula del que suggeriria la seva distància focal efectiva. Per exemple, és força comú que l'element posterior d'una lent de retrofocus de 18 mm estigui a més de 25 mm del pla de la pel·lícula. Això fa possible dissenyar lents de gran angular per a càmeres de reflex d'una lent.
El rang d'ajust axial per enfocar lents d'angle ultra ampli i algunes lents gran angular en càmeres de gran format sol ser molt reduït. Alguns fabricants han ofert muntatges de focus especials, els anomenats "dispositius de gran angular" per a les seves càmeres que permeten enfocar l'objectiu precisament sense moure tot l'estàndard frontal.